# Municipio de Jamestown (Iowa)
El municipio de Jamestown (en inglés: Jamestown Township) es un municipio ubicado en el condado de Howard en el estado estadounidense de Iowa. En el año 2010 tenía una población de 595 habitantes y una densidad poblacional de 5,95 personas por km².

## Geografía
El municipio de Jamestown se encuentra ubicado en las coordenadas 43°22′35″N 92°28′39″O / 43.37639, -92.47750. Según la Oficina del Censo de los Estados Unidos, el municipio tiene una superficie total de 99.98 km², de la cual 99,79 km² corresponden a tierra firme y (0,19 %) 0,19 km² es agua.

## Demografía
Según el censo de 2010, había 595 personas residiendo en el municipio de Jamestown. La densidad de población era de 5,95 hab./km². De los 595 habitantes, el municipio de Jamestown estaba compuesto por el 97,48 % blancos, el 0,17 % eran afroamericanos, el 0,17 % eran amerindios, el 1,01 % eran de otras razas y el 1,18 % eran de una mezcla de razas. Del total de la población el 2,18 % eran hispanos o latinos de cualquier raza.